# Olympische Sommerspiele 1976/Teilnehmer (Nepal)
| Gelbes Symbol für Goldmedaillen mit stilisierten Olympischen Ringen | Graues Symbol für Silbermedaillen mit stilisierten Olympischen Ringen | Braundes Symbol für Bronzemedaillen mit stilisierten Olympischen Ringen |
| ------------------------------------------------------------------- | --------------------------------------------------------------------- | ----------------------------------------------------------------------- |
| —                                                                   | —                                                                     | —                                                                       |

Nepal nahm an den Olympischen Sommerspielen 1976 in Montreal, Kanada, mit dem Leichtathleten Baikuntha Manandhar teil.

## Teilnehmer nach Sportart

### Leichtathletik
- Baikuntha Manandhar
Marathon: 50. Platz